# Margreth Keiler

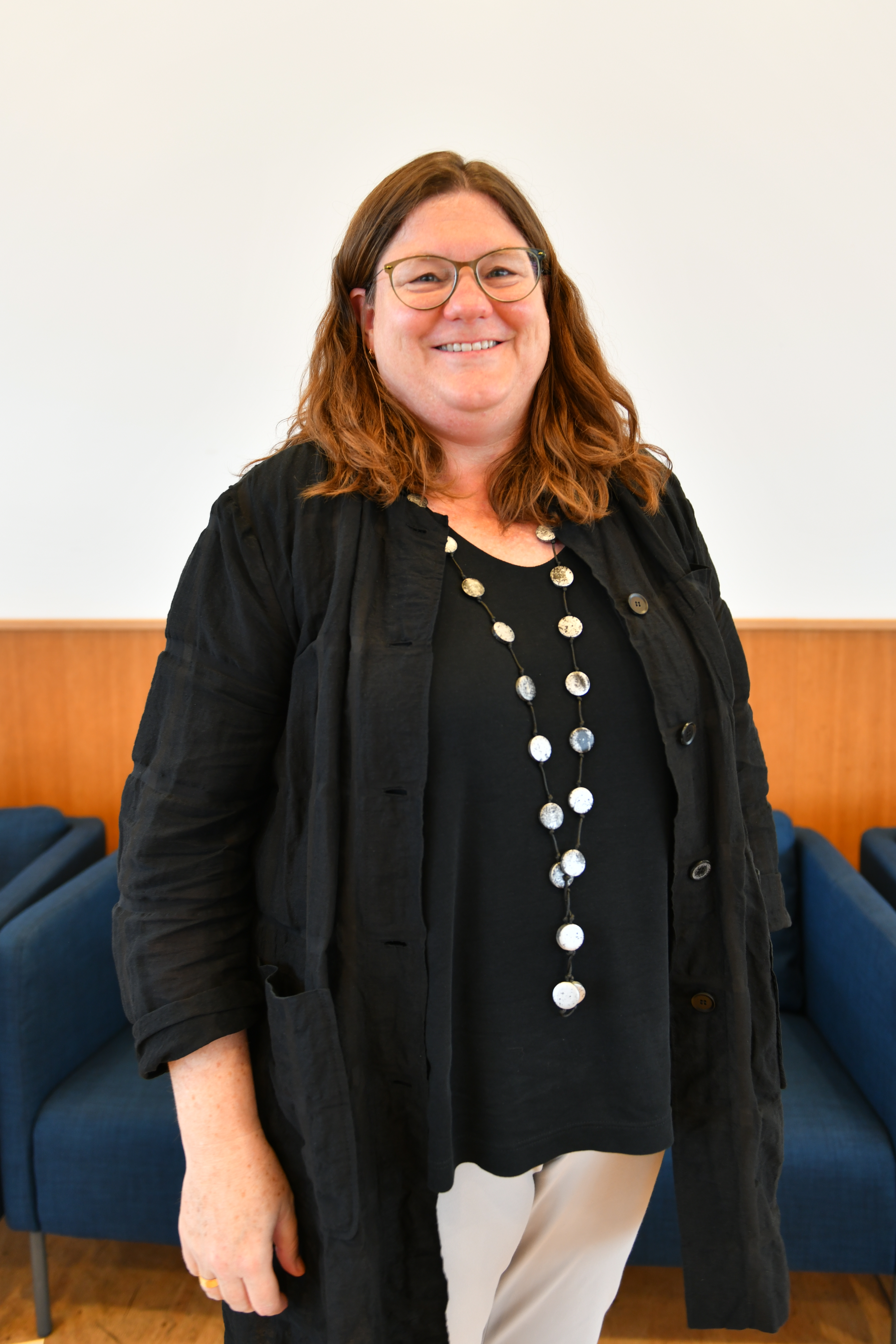
Margreth Keiler (2025)

Margreth Keiler ist eine österreichische Wissenschaftlerin für Geographie und Naturgefahrenmanagement. Sie ist Universitätsprofessorin für Interdisziplinäre Gebirgsforschung am Institut für Geographie der Universität Innsbruck und Direktorin des Instituts für Interdisziplinäre Gebirgsforschung der Österreichischen Akademie der Wissenschaften sowie Projektleiterin und Co-Vorsitzende des Zweiten Österreichischen Sachstandsberichts zum Klimawandel.

## Leben
Keiler studierte Geographie und Geowissenschaften an der Universität Innsbruck und der University of Aberdeen und wurde im September 2004 promoviert. Anschließend forschte und lehrte sie am Institut für Geographie und Regionalforschung der Universität Wien.
Im August 2011 übernahm Keiler die Leitung der Gruppe Geomorphologie, Naturgefahren- und Risikoforschung am Geographischen Institut der Universität Bern. 2012 habilitierte sie an den Universitäten Wien und Bern. An letzterer wurde sie 2017 zur Assoziierten Professorin befördert. Seit 2014 ist Margreth Keiler Forscherin im Mobiliar Lab für Naturrisiken am Oeschger-Zentrum für Klimawandelforschung der Universität Bern, dessen Co-Leitung sie ab 2016 übernahm. Diese Position hatte sie bis Februar 2021 inne.
Seit März 2021 hat Keiler eine Professur am Institut für Geographie in Innsbruck inne und ist zudem die Direktorin des Instituts für Interdisziplinäre Gebirgsforschung der Österreichischen Akademie der Wissenschaften (ÖAW).

## Wirken
Margreth Keiler beschäftigt sich in ihrer Forschung mit den kurz- und langfristigen Veränderungen von Naturgefahren und Risiken in Gebirgsregionen im Kontext des globalen Wandels, insbesondere im Hinblick auf den Klimawandel und Veränderungen der Landnutzung. Im Zentrum ihrer Arbeit steht die Entwicklung und Anwendung interdisziplinärer Ansätze, die natürliche und gesellschaftliche Prozesse gleichwertig berücksichtigen.
Ein Schwerpunkt ihrer Forschung liegt auf der Analyse der Wechselwirkungen zwischen Naturgefahrenprozessen und sozioökonomischen Dynamiken unter sich wandelnden Rahmenbedingungen. Auf dieser Grundlage entwickelt sie Modelle für gekoppelte Mensch-Landschaft-Systeme in Gebirgsräumen. Ziel ist ein vertieftes Verständnis der komplexen Rückkopplungen und dynamischen Veränderungen von Naturgefahren sowie der damit verbundenen Risiken und Resilienzmechanismen. Diese Erkenntnisse dienen als Grundlage für die Ableitung nachhaltiger Strategien im Umgang mit Naturgefahren und zur Unterstützung von Entscheidungsprozessen im Risikomanagement.
Seit 2022 ist Keiler Projektleiterin und Co-Vorsitzende des Zweiten Österreichischen Sachstandsberichts zum Klimawandel.
Margreth Keilers h-Index liegt derzeit bei 33.

## Veröffentlichungen (Auswahl)
- Margreth Keiler: Natural Hazards and Earth System Sciences. Hrsg.: Institut für Geographie. 1. August 2015.

- Margreth Keiler et al.: Journal on Protected Mountain Areas Research. In: Austrian Academy of Sciences Press (Hrsg.): Eco.mont. 15 lfd, 1. Juni 2023.

- Simone Loreti, Margreth Keiler & Andreas Paul Zischg: A severe local flood and social events show a similar impact on human mobility. In: npj Complexity. Band 2, Nr. 6. Nature Publishing Group, London 2025, doi:10.1038/s44260-025-00030-6.

- Nele Rindsfüser, Markus Mosimann, Sibilla Ernst, Margreth Keiler, Andreas Paul Zischg: Neglecting property-level flood risk adaptation measures lead to overestimation in flood risk analysis – An empirical study. In: International Journal of Disaster Risk Reduction. Band 119, Nr. 105326. Elsevier, Amsterdam 2025, doi:10.1016/j.ijdrr.2025.105326.